# Lucas Altenstrasser
Lucas Altenstrasser (* 18. Juli 1993 in Rotthalmünster) ist ein deutscher Fußballspieler. Er spielt als Mittelfeldspieler für den Wacker Burghausen.

## Karriere
Altenstrasser spielte bis 2010 in der Jugend des Wacker Burghausen. 2010 wechselte er zum SV Schalding-Heining, bei dem er jedoch nur ein Jahr lang spielte. Dann kehrte er nach Burghausen zurück. Seit der Saison 2011/12 wird er in der zweiten Mannschaft der Burghauser eingesetzt. Am 21. Dezember 2013 feierte er bei der 2:4-Niederlage gegen den SC Preußen Münster sein Drittligadebüt.